# Florange
Florange är en kommun i departementet Moselle i regionen Grand Est (tidigare regionen Lorraine) i nordöstra Frankrike. Kommunen ligger i kantonen Florange som tillhör arrondissementet Thionville-Ouest. År 2022 hade Florange 11 891 invånare.

## Befolkningsutveckling
Antalet invånare i kommunen Florange
| Referens: INSEE |

## Sport
Volleybollklubben Terville Florange Olympique Club har säte i staden (samt i Terville)